# 前田晁
前田 晁（まえだ あきら、1879年（明治12年）1月15日 - 1961年（昭和36年）9月9日）は、日本の小説家・翻訳者。号は木城。妻は童話作家の徳永寿美子。

## 略歴
山梨県東山梨郡八幡村（現山梨市）に生まれる。尋常小学校を卒業後、東山梨郡役所（東山梨郡役所）給仕として働く。1891年（明治24年）には大日本中学会会員となり、中学校課程を学ぶ。翌年には甲府郵便電信局の電気通信技術電信生となり、1898年（明治31年）には東京郵便電信局に転任する。国民英学会夜間部に通い学ぶ。1900年（明治33年）には東京専門学校（現早稲田大学）高等予科に合格。文学部哲学科・文学科に進み、下谷警察署電信係として働きつつ学ぶ。在学中には坪内逍遥と知り合い、1903年（明治36年）には金港堂「青年界」に翻訳を寄せる。
1904年（明治37年）に卒業し、隆文社に入社して「活動の日本」「新声」などの編集に携わる。1906年（明治39年）には坪内逍遥の紹介で博文館に入社。この頃窪田空穂と知り合い、終生の交友となる。同年3月には田山花袋が編集主任となった自然主義文学雑誌『文章世界』が創刊されており、田山が執筆に専念するため前田は同誌の編集に携わる。前田は自身も小説や評論を執筆するほか翻訳を行い、エドモン・ド・ゴンクール『陥穽』（かんせい）のほか、モーパッサンやチェーホフの翻訳を手がける。1909年(明治42年）に結婚する。
1913年（大正2年）に博文社を退社する。1915年（大正4年）から1917年（大正6年）まで読売新聞婦人部長を務める。1924年（大正13年）には金星堂「世界文学」を主宰し、『少年国史物語』など児童文学も手がける。1925年（大正14年）、川合仁、中村星湖らと甲州文化人の懇親団体である山人会を設立する。『山梨日日新聞』の文芸欄選者も務める。1943年（昭和18年）には日本電報通信社出版部顧問となり、翌年には出版部長となる。1945年（昭和22年）には退社する。脳出血のため死去。
没後の1987年（昭和62年）には中村星湖文学賞とともに前田晁文化賞が設立。関係資料は山梨県立文学館に所蔵。

## 著作
- 田山花袋と共著『評釈　新古文範』（博文社 1909）
- 『モウパツサン集』（博文館 1911）
- 『チエエホフ集』（博文館 1912）
- 『途上』（忠誠堂 1913）
- 『キイランド集』（博文館 1914）
- ゴンクール『陥穽』（博文館 1916）
- モーパッサン『兄の憂鬱（ピエルとジャン）』（金星堂 1922）のち青磁社
- 『遠望』（摩雲巓書房 1923）
- ヴァン・ルーン『世界文明史物語』（早稲田大学出版部 1925）のち角川文庫
- アンリ・ファーブル『科学物語』（冨山房 1927）のち木鶏社
- モーパッサン『生の誘惑』（岩波書店 1931）のち青磁社
- 『少年国史物語』全5巻（早稲田大学出版部 1933～36）
- 『明治大正の文学人』（砂子屋書房 1942）
- ゴンクール『ジェルミニイ・ラセルトゥ』（南北社 1948）
- デ・アミーチス『愛の学校　クオレ物語』（実業之日本社 1949）のち岩波少年文庫
- ヴァン・ルーン『聖書物語』（岩波文庫 1953）
- 『鯛と黒鯛』（山人会 1959）